# Sirrhas variegatus
Sirrhas variegatus is een keversoort uit de familie Chalcodryidae. De wetenschappelijke naam van de soort werd in 1994 gepubliceerd door John F. Lawrence.